# Гостські
Го́стські — руський (український), волинський боярський (шляхетський) рід гербу Кирдій. Родове гніздо Гоща.

Сучасний варіант гербу Кирдій

## Представники
- Занко Кирдійович, (син Кирдія Тарковича).
  - Сенко Занкович Гостський (зг. 1436)[1]
    - Богдан Сенкович Гостський — (зг. 1483 - 1516) [1]
      - Іван Богданович Гостський (зг. 1506)
        - Богдан Іванович Гостський (зг. 1528)
        - Роман Іванович Гостський, шлюби: Марина Кирдіївна Мильська, вдова Януша Крупського[2], кн. Софія Михайлівна Козека.
          - Марія Романівна Гостська (зг.1567 - 1584). Шлюб А.Єлець, П. Хом'як Смордвинський.
          - Ярофій Романович Гостський (зг. 1569 - 1609).Шлюб К. Порицька. Христина Кирдій-Мильська.
            - Михайло Ярофійович Гостський (зг. 1592)
            - Василь (Вацлав) Ярофійович Гостський (зг. 1611 - 1629), волинський хорунжий 1623 - 1628.
            - Олександра Ярофіївна Гостська (зг. 1611 - 1616), шлюб П.-К. Сенюта Ляховецький.

          - Настасія Романівна Гостська (зг. 1570 - 1585). Шлюб І. Калусівський, Я. Гурко-Омелянський, В. Вкринський.
          - Гаврило Романович Гостський — київський хорунжий, київський каштелян, овруцький староста. (зг. 1578 - 1632). Шлюб К.Єловицька, К. Хрінницька.
            - Роман Гаврилович Гостський (Гойський) — навчання: університети міст Альтдорф та Базель. Київський каштелян, підкоморій; староста володимирський, сенатор Речі Посполитої. Дружина — Олександра Немирич.
            - Прокіп Гаврилович Гостський (Гойський) — (зг. 1610 - 1618)
            - Раїна (Регіна) Гаврилівна[3] Гостська — дружина смоленського каштеляна, князя Миколи Лева Соломирецького. Відома фундаторка. Засновниця школи у Гощі.

          - Софія Романівна Гостська — шлюб Ф. Перекладівський.
          - Богумила Романівна Гостська

      - Олександр Богданович Гостський (пом. 1510)
      - Василь Богданович Гостський — (зг. 1537) 
        - Ярофій Васильович Гостський — земський луцький суддя (помер не раніше 1561 р.), дружина Ганна Козинська.[1]
        - Гаврило Васильович Гостський (зг. 1545)
        - Настася Василівна Гостська, у шлюбі з Іваном Лосятинським (1590). Володіла частиною села Звірів у Луцькому повіті.

      - Уляна Богданівна Гостська